# Fanny Van de Grift
Fanny Van de Grift (Indianapolis, 10 marzo 1840 – Santa Barbara, 17 febbraio 1914) è stata un'avventuriera e artista statunitense, ricordata soprattutto per essere stata moglie di Robert Louis Stevenson e madre di Lloyd Osbourne.

## Biografia
Frances Matilda Van de Grift, detta Fanny, nacque da Jacob Vandegrift ed Esther Thomas Keen. A 17 anni sposò Samuel Osbourne, del quale conservò il cognome, essendo nota anche come Fanny Osbourne. I due ebbero tre figli: Isobel detta "Belle" (1858-1953), che poi sposò il pittore Joseph Dwight Strong jr. (1853–1899), Lloyd Osbourne (1868-1947) e Hervey Osbourne (1871-1876).
Il marito Samuel, dopo aver combattuto nella guerra civile americana, si ritrovò in California con un amico malato di tubercolosi e finì col trovare lavoro nelle miniere d'argento del Nevada. Una volta sistemato, fece arrivare la moglie che, per raggiungerlo, affrontò un lungo e scomodo viaggio, attraverso New York, l'istmo di Panama e San Francisco, con la figlia di 5 anni a seguito, tramite carri di fortuna e diligenze fino ai campi minerari lungo il fiume Reese, vicino alla cittadina di Austin, Nevada. Nella città mineraria la vita era difficile e la presenza femminile era ridotta. Fanny imparò a sparare e a girare le sigarette.
Nel 1866 la famiglia si trasferì a Virginia City (Nevada), dove Samuel cominciò a fare il cercatore d'oro nelle Coeur d'Alene Mountains (parte delle Montagne Rocciose). Quando nacque il secondo figlio, Fanny, che nel frattempo si era trasferita a San Francisco, decise di lasciarlo e tornò a Indianapolis. Pare che il marito fosse un donnaiolo, frequentatore delle ragazze dei saloon.
Nel 1869 i due si riconciliarono e andarono a vivere a Oakland, dove nacque un terzo figlio, Hervey (1869-1876). Fanny si dedicò alla pittura e al giardinaggio. Tuttavia, il comportamento di Sam non migliorava e nel 1875 ella si decise a lasciarlo nuovamente, trasferendosi con i tre figli in Europa. Dopo aver vissuto ad Anversa per qualche mese, volle trasferirsi a Parigi, con l'intenzione di studiare arte. Fanny e Isobel frequentarono l'Académie Julian. Quando Hervey si ammalò di tubercolosi e morì, la madre lo fece portare al cimitero di Père-Lachaise.

### Incontro con Stevenson

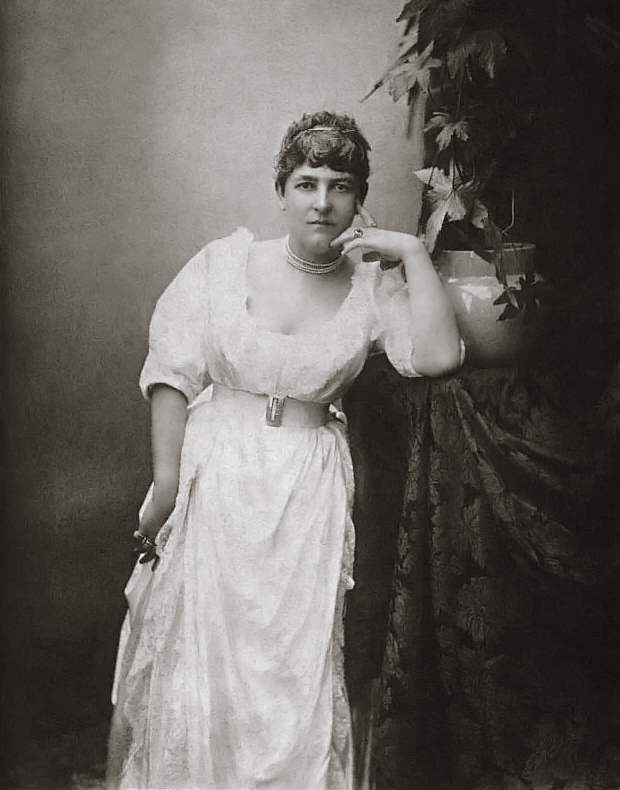
Ritratto di Fanny Stevenson, Bournemouth (1885)

Durante la vita parigina, Fanny incontrò lo scozzese Robert Louis Stevenson (1850-1894); pur essendone attratta e avendolo incoraggiato a proseguire con la sua carriera di scrittore, decise all'improvviso di tornare in California. Stevenson tentò di seguirla, ma i genitori non vollero offrigli il denaro necessario alla traversata; egli dovette così risparmiare per tre anni, prima di poter affrontare il viaggio.
Nel 1879, nonostante le proteste della famiglia e degli amici, Stevenson partì.
Quando Fanny venne raggiunta a Monterey, in California, da Stevenson, stava passando un brutto periodo, tra crolli nervosi e dubbi sul marito, senza riuscire a divorziare definitivamente. Stevenson decise di aspettare la sua decisione; finalmente lei decise di divorziare da Samuel, sposando Stevenson nel maggio 1880 a San Francisco. Pochi giorni dopo, la coppia andò in luna di miele insieme a Lloyd nella Contea di Napa, dove Stevenson scrisse The Silverado Squatters.
Nell'agosto del 1880, Fanny e Robert si trasferirono in Gran Bretagna, dove ella lo aiutò a recuperare il rapporto con il padre ingegnere, rimasto deluso dal comportamento del figlio, che amava compiere viaggi rischiosi e intrattenersi con persone di rango inferiore. Poiché malato di tubercolosi (o forse di bronchiectasia o sarcoidosi), Stevenson cominciò a cercare un clima più favorevole, al caldo. La famiglia finì con l'imbarcarsi nel 1888 per Samoa. Dopo aver passato un periodo nel Regno delle Hawaii (dove furono ospiti del re Kalākaua) e in altre isole Samoa e Gilbert, Tahiti, Marchesi e Tuamotu, si stabilirono a Vailima, dove Stevenson redasse insieme al figliastro i suoi ultimi scritti, morendo il 3 dicembre 1894. Qui Fanny era conosciuta come Aolele (che significa "nuvola volante") e Robert come "Tusitala" (che significa "scrittore di storie").

### Ritorno in California
Dopo la morte di Stevenson, Fanny Stevenson tornò in California per iniziare una nuova vita, cedendo a un certo punto alla compagnia del giovane giornalista Edward Salisbury Field, detto "Ned" (1878-1936), che la adorava e più tardi ne sposò la figlia Isobel (a sua volta vedova). Quando Fanny morì nel 1914 per infarto cerebrale, Edward si espresse così: "era l'unica donna al mondo per cui valesse la pena morire".
Nel 1915, le sue ceneri furono portate dalla figlia sulla cima del Monte Vaea, a Samoa, dove potesse riposare accanto a Stevenson.

## Opere
- Too Many Birthdays, in "St Nicholas", luglio 1878
- The Wralock's Shadow, in "Belgravia", giugno 1881
- More New Arabian Nights: The Dynamiter (1885, scritto con Robert Louis Stevenson)
- Preface a R. L. Stevenson, Kidnapped: Being Memoirs of the Adventures of David Balfour in the Year 1751 (1886)
- Miss Pringle's Neighbors, in "Scribner's Magazine", giugno 1887
- The Nixie, in "Scribner's Magazine", marzo 1888
- The Half-White, in "Scribner's Magazine", marzo 1891
- Under Sentence of the Law, in "McClure's", giugno 1893
- The Far West, in "The Queen", 31 marzo e 5 aprile 1894
- The Cruise of the "Janet Nicholl" Among the South Seas Islands, New York, Charles Scribner's Sons, 1914
- The Hanging Judge (1915, pièce teatrale scritta con Stevenson)
- Some Letters of Mrs. R. L. Stevenson and One from Henry James, in "Empire Review", marzo-aprile 1924
- More Letters of Mrs. R. L. Stevenson, in "Scribner's Magazine", aprile 1924
- Our Samoan Adventure, a cura di Charles Neider, London, Harper and Row, 1955
- The Soul of a Peasant, in R.C. Terry (a cura di), Robert Louis Stevenson: Interviews and Recollections, London, Macmillan, 1996, pp. 169–173